# 아제르바이잔의 대외 관계
이 본문은 아제르바이잔의 대외 관계에 대한 설명이다.

## 각국과의 대외 관계

### 대한민국
남북 양쪽 수교국이다.

### 조지아
조지아는 아제르바이잔과 1991년 소련 해체 이후에 외교관계를 수립하였으며, 양국은 구암(GUAM) 이웃 회원국으로서, 아르메니아에 비해서 우호적이며, 가스관 연결과 철도 사업에 합의하였다.

### 러시아
독립국가연합에 가입되어 있지만, 러시아 제국, 소비에트 연방등의 지배로 인한 역사적 이유로, 매우 나쁜 관계를 가지고 있다.

### 아르메니아
아르메니아와는 나고르노카라바흐 문제를 두고 갈등을 지속하였으며, 2020년에 나고르노카라바흐 전쟁, 2023년 전쟁 승전으로, 현재 이 나고르노카라바흐 지역을 아제르바이잔이 탈환하여, 아르메니아는 패배하였으며, 여전히 적대 관계이다.

### 튀르키예
튀르키예와 같은 동질적 민족이라는 바탕으로, 오늘날에도 군사 동맹까지 맺을 정도로 우호적인 관계를 유지하고 있으며, 양국은 동족으로 생각할 정도로 인식하고 있는 실정이다.

### 파키스탄
파키스탄은 아제르바이잔을 지지하며, 아르메니아를 주권 국가로 인정하지 않으며, 이것은 나고르노카라바흐 문제에서 아제르바이잔 입장을 지지한다.

### 이란
이란은 이웃 국가와 동시에 이슬람교에서 같은 시아파 국가로서의 동질성을 보유하고 있으나, 일부적으로 갈등도 존재하는 사이이다.

### 이스라엘
이스라엘은 아제르바이잔을 1992년에 국가로서의 승인과 외교 관계를 맺었다. 이스라엘이 석유와 천연가스 등을 아제르바이잔으로부터 수입하는 비율이 높으며, 여러 이슬람 국가와 사이가 좋지 않은 이스라엘은 아제르바이잔과는 의외로 돈독한 관계에 있으며, 2020년에 발생한 나고르노카라바흐 분쟁에서 아제르바이잔측에 무기를 공급해주는 등, 여러 방면으로서 우호적으로 유지하고 있다.

## 같이 보기
- 아제르바이잔 주재 외국공관 목록
- 아제르바이잔의 재외공관 목록